# Röhrmoos
Röhrmoos è un comune tedesco di 6 342 abitanti, situato nel land della Baviera.